# Yên Thành (thị trấn)
Yên Thành là thị trấn huyện lỵ cũ của huyện Yên Thành, tỉnh Nghệ An, Việt Nam.
Thị trấn Yên Thành có diện tích 2,63 km², dân số năm 1999 là 4.021 người, mật độ dân số đạt 1.529 người/km².